# São Paulo Storm
O São Paulo Storm é um time de futebol americano da cidade de São Paulo, que tem como principais objetivos: contribuir para o crescimento, desenvolvimento e difusão do futebol americano no Brasil.

## Início no Flag Football
O São Paulo Storm foi criado por ex-jogadores doe uma equipe de Flag Football 8x8, chamada SP Tigers. 
Os fundadores são Henrique Garcia, Fernando "Gordo" Lanzieri, Vinicius "Tails" Gaspar e Vitor Verniz.
O time, originalmente, teria o nome de Avalanche. Porém, por sugestão de Ricardo Galache, o nome adotado foi "SP Storm".
O São Paulo Storm se completou com a chegada de Mário Lewandowski, que foi presidente fundador técnico e jogador.
Após uma seletiva interna onde novos jogadores foram recrutados, o time participou do Torneio da LPFA na modalidade flag football, e para isso deveria se classificar num torneio classificatório, onde conseguiram a melhor campanha da primeira fase, classificando-se antecipadamente.
Após estar classificado para o torneio oficial da Liga Paulista, o time reforçou sua base com alguns jogadores do extinto Paulista Wolves, além de alguns novatos. Ao final, o clube terminou em sexto lugar na temporada 2007 do Campeonato Paulista.
Em novembro de 2007, os jogadores Danilo Muller e Renato Grassiotto representaram o São Paulo Storm no primeiro jogo da Seleção Brasileira de Futebol Americano contra o Uruguai. Danilo Muller viria a ser técnico do São Paulo Storm durante a conquista do pentacampeonato paulista e posteriormente técnico da Seleção Brasileira.
Para 2008, o time mudou da categoria flag football para tackle (ou futebol americano propriamente dito).

## Futebol Americano
O Storm foi a base de combinados nacionais, visando a participação em torneios nacionais como o Pantanal Bowl e o Torneio da Capital, além de participar do Sorocaba Bowl, campeonato que fez parte do Circuito Brasileiro de Futebol Americano, organizado, na época, pela AFAB, contando com equipes como Sorocaba Vipers, Rio de Janeiro Imperadores e  Cuiabá Arsenal.
No 2º semestre de 2009, o Storm participou do Campeonato Brasileiro (Torneio Touchdown) jogando contra os 7 melhores times do Brasil: Rio de Janeiro Imperadores, Cuiabá Arsenal, Coritiba Crocodiles, Sorocaba Vipers, Curitiba Brown Spiders, Joinville Gladiators e Tubarões do Cerrado. 
Após uma campanha com 3 vitórias e uma derrota na temporada regular, venceu o Cuiabá Arsenal nas semifinais por 28 a 27 na prorrogação no jogo mais emocionante do torneio e perdeu a final para o Rio de Janeiro Imperadores por 14-7.
A final foi realizada em duas partes, em virtude de uma queda de energia no estádio Ícaro de Castro Melo que ocasionou a interrupção da partida. A continuação dela foi realizada no Rio de Janeiro.
A equipe terminou a temporada de 2009 com 9 vitórias e 2 derrotas, contando os torneios principais e amistosos.
Em 2010, o Storm foi eliminado do Campeonato Brasileiro pelo Coritiba Crocodiles nas Semifinais da Conferência Sul por 13-12. 
No mesmo ano sagrou-se campeão da primeira edição do Campeonato Paulista.
É pentacampeão paulista de futebol americano, tendo vencido nos anos de 2010, 2012, 2013, 2014 (LPFA) e 2015 (Supercopa FEFASP).

## Pentacampeonato Paulista de Futebol Americano
O São Paulo Storm é pentacampeão estadual de Futebol Americano, contando com 5 títulos, conquistados nos anos de 2010, 2012, 2013, 2014 (LPFA) e 2015 (Supercopa FEFASP).
Em 2010, o Storm sagrou-se campeão da primeira edição do Campeonato Paulista de Futebol Americano, realizado pela extinta LPFA. Na final, o Storm bateu o Corinthians Steamrollers por 19 a 12. 
Em 2012, o Storm voltou a ser campeão, vencendo o Spartans Football por 38x00, em partida disputada no Estádio Prefeito José Liberatti.
O Storm conquistou o tricampeonato estadual em 2013, vencendo o Brasil Devilz por 42 x 06. A partida aconteceu no Estádio Municipal Vila Nova, em São Roque.
O tetracampeonato veio em 2014, com uma vitória na final sobre o arquirrival Sorocaba Vipers, pelo placar de 31x00. 
No título de 2015, a equipe do Storm, reformulada em grande parte por conta da saída de diversos atletas, enfrentou por duas vezes um de seus principais rivais no Futebol Americano Paulista, o Corinthians Steamrollers. 
As duas equipes não se enfrentavam desde 2010. No primeiro encontro, pela fase de grupos do torneio, o Storm foi derrotado por 29 x 00. Já no reencontro, pelas semi-finais do certame, o Storm bateu a equipe alvi-negra por 10 x 03. 
A final foi realizada na Arena Bradesco, em Osasco, frente a uma equipe convidada pela organização do torneio que surpreendeu e chegou à final, o Campo Grande Gravediggers, de Mato Grosso do Sul. Com touchdowns dos Running Backs Alan Giamas e Lucas "Monobloco" Salomé, a Tempestade sagrou-se campeã pelo placar de 12x07.

## São Paulo Football League (SPFL)
O Storm é uma das equipes fundadoras e participantes da São Paulo Football League, a maior competição do Estado de São Paulo, criada em 2016. 
No ano de fundação da liga, o Storm alcançou a final, sendo derrotado pelo Lusa Lions pelo placar de 17x00, em partida realizada no Estádio do Canindé. 
Em 2017, o Storm chegou às semi-finais do torneio, sendo eliminado pelo Lusa Lions, pelo placar de 31x00, em Jundiaí. 
Mais uma vez semi-finalista em 2018, o Storm enfrentou novamente a equipe da Lusa, sendo novamente eliminado, dessa vez pelo placar de 21x18. 

## Storm no Brasil Onças (Seleção Brasileira de Futebol Americano)
O São Paulo Storm contou com dois representantes na ida histórica do Brasil Onças para o Mundial de Futebol Americano realizado pela IFAF em Canton, Ohio, em Julho de 2015. Trata-se do TE/WR Luiz Felipe Domingues e do DE/DT Bruno "Gardenal" da Silva, que terminou o mundial sendo reconhecido como um dos melhores atletas da Seleção no Mundial, com atuação destacada no setor defensivo da equipe.

## Flag Football Feminino
O Storm conta com uma das melhores equipes de Flag Football feminino do país. Tendo como destaques as Wide Receivers Catarina Souza e Michelle Minelli, bem como a QB Victoria Guglielmo, a Tempestade conquistou o título do Circuito Nacional de Flag 5x5, em etapa realizada em Goiânia, sendo vice-campeãs em 2014. A equipe feminina também é tricampeã Paulista, e bi-campeã do Circuito Sudeste da CBFA. A equipe tem como Head Coach Danilo Muller, que ocupa o mesmo cargo na Seleção Brasileira de Futebol Americano.

## Rivalidades
- Sorocaba Vipers
- Corinthians Steamrollers
- Cuiabá Arsenal
- Lusa Lions

## Camisas Aposentadas
- Henrique #12 - Quarterback fundador do São Paulo Storm. Sua camisa foi aposentada pela diretoria da equipe em 2013.
- Mateus "Manning" Bessa #20 - Considerado o melhor Running Back do Brasil até 2014, quando decidiu retirar-se do esporte. Manning foi representante da Seleção Paulista e Brasileira. A camisa #20 foi aposentada pela diretoria da equipe em 2014.

## Títulos
| FEMININO  | FEMININO                                       | FEMININO | FEMININO                 |
|           | Competição                                     | Títulos  | Temporadas               |
| --------- | ---------------------------------------------- | -------- | ------------------------ |
|           | Campeonato Paulista de Flag Football 5x5       | 3        | 2013 2014 2015           |
|           | Campeonato Brasileiro de Flag Football 5x5     | 1        | 2013                     |
|           | Circuito Nacional de Flag Football 5x5         | 1        | 2013 .                   |
|           | Circuito Regional Sudeste de Flag Football 5x5 | 2        | 2013 2015 .              |
| REGIONAIS |                                                |          |                          |
|           | Competição                                     | Títulos  | Temporadas               |
|           | Conferência Central do Campeonato Brasileiro   | 1        | 2013                     |
| ESTADUAIS |                                                |          |                          |
|           | Competição                                     | Títulos  | Temporadas               |
|           | Campeonato Paulista de Futebol Americano       | 5        | 2010 2012 2013 2014 2015 |

## Recordes
- Maior Score da FEFASP: São Paulo Storm 104 vs 00 Vikings FA. Dia 29/03/2015. Os pontuadores da partida frente ao Vikings foram, pela sequência em campo: Alan Giamas (XP2 com Monobloco), Lucas Monobloco, Alan Giamas (XP2 com Gardenal),  interceptação de Anderson Forato (XP2 com Giamas), Lucas Monobloco (XP2 com Monobloco), interceptação de Matheus Vinera (XP2 com Gardenal), interceptação de Felipe Gadeilha (XP Gadeilha), Vinicius Tails (XP Gadeilha), Guilherme Jesus(XP2 com Gadeilha), Bruno Gardenal (XP Gadeilha), Bruno Gardenal (XP Gadeilha), Alan Giamas (XP Gadeilha), Luiz Domingues (XP Gadeilha) e Lucas Monobloco (XP2 com Gardenal).

## Patrocinadores
- KG Esportes
- TServ – Dedetizadora
- Siresil – Oficina Mecânica e Eletrônica de Caminhões
- Conti Beer
- Canibal Inc.

Parceiros
- Nutra Fit (desde 2008)
- Printway (desde 2008)
- Silver Bullets (desde 2008)
- Brasil Devilz (desde 2008)